# 무영검
무영검(無影劍)은 2005년 대한민국의 영화이다. 중국 현지에서 모두 촬영된 시대극이며, 영화는 발해 제국의 마지막 왕자 대광현의 공훈을 뒤따른다. 무영검은 북미에서 "The Legend of the Shadowless Sword"로서 DVD로 뉴라인 시네마에 의해 출시되었다.

## 캐스팅
- 이서진 : 대정현[1][2] 역
- 윤소이 : 연소하 역
- 이기용 : 매영옥 역
- 신현준 : 군화평 역
- 조원희 : 조천수 역
- 박성웅 : 마불 역
- 이한솔 : 단양수 역
- 정호빈 : 야율철라 역
- 진봉진 : 임선지 역
- 김경룡 : 대장장이 역
- 이한갈 : 철격대조장 역
- 한강호 : 어린 대정현 역
- 남지현 : 어린 연소하 역
- 백신 : 객잔 주인 역
- 이수용 : 도적 2 역
- 최지우 : 비도문주 역 (특별 출연)
- 황인성 : 대수현 역 (특별 출연)
- 김수로 : 흑혈방주 역 (특별 출연)
- 정준하 : 금선각 주인 역 (특별 출연)